# Johann Bohak
Johann Bohak (3 juin 1755 à Nechanice, aujourd'hui en République tchèque - 1805 à Vienne) est un facteur d'instruments à clavier autrichien.

## Biographie
Après son apprentissage, et une période où il travaille comme facteur d'orgues en Bohême, il s'installe à Vienne, où il ne produit plus que des instruments à cordes ; ceux-ci jouissent d'une excellente réputation tout à la fin du XVIIIe siècle et dans les premières années du XIXe siècle. Ils sont très demandés à Vienne dans les régions environnantes (Moravie, Slovaquie, Autriche, Hongrie). 
Il ne subsiste aujourd'hui qu'un seul de ses clavicordes ; il est conservé au Royal College of Music de Londres. Deux de ses pianos carrés sont exposés, l'un au Musée national hongrois, l'autre au Museo teatrale alla Scala (it).